# Лузинское сельское поселение
Лу́зинское се́льское поселе́ние — муниципальное образование в Омском районе Омской области Российской Федерации.
Административный центр — село Лузино.

## История
Во время переписи 2002 года назывался  Лузинский сельский округ.
Статус и границы сельского поселения установлены Законом Омской области от 30 июля 2004 года № 548-ОЗ «О границах и статусе муниципальных образований Омской области»

## Население
| 2006    | 2010    | 2011    | 2012    | 2013    | 2014    | 2015    | 2016    | 2017    |
| ------- | ------- | ------- | ------- | ------- | ------- | ------- | ------- | ------- |
| 12 305  | ↗12 723 | ↗12 749 | ↗12 940 | ↗13 027 | ↗13 247 | ↗13 306 | ↗13 389 | ↗13 444 |
| 2018    | 2019    | 2020    | 2021    | 2023    |         |         |         |         |
| ↘13 374 | ↘13 272 | ↘13 147 | ↘12 019 | ↘11 835 |         |         |         |         |

Гендерный состав
По данным Всероссийской переписи населения 2010 года в гендерной структуре населения из 12723 человек мужчин — 5908, женщин — 6815	(46,4 и 53,6 % соответственно)

### Национальный состав
Согласно результатам переписи 2002 года, в национальной структуре  русские составляли большинство во всех 	6 населённых пунктах .

## Состав сельского поселения
| № | Населённый пункт | Тип населённого пункта       | Население |
| - | ---------------- | ---------------------------- | --------- |
| 1 | Ближняя Роща     | деревня                      | ↘65       |
| 2 | Лузино           | село, административный центр | ↘7973     |
| 3 | Лузино           | железнодорожная станция      | ↘52       |
| 4 | Петровка         | деревня                      | ↗1460     |
| 5 | Приветная        | деревня                      | ↗1225     |
| 6 | Пятилетка        | посёлок                      | ↘957      |